# Pierre Fleury
Pierre Fleury (Alençon, 1894 - 2 de setembro de 1976) foi um físico francês, sendo especialista em fotometria. Foi também Diretor do Instituto de Óptica de Paris e professor do Conservatoire national des arts et métiers.
Possuía um grande conhecimento geral de física como demonstra no "Tratado Geral de Física", em 8 volumes, escrito em co-autoria com Jean-Paul Mathieu, professor de física na Faculdade das ciências de Paris.